# 富豪刑事 (テレビドラマ)
『富豪刑事』（ふごうけいじ）は、2005年1月13日から3月17日まで毎週木曜日21:00 - 21:54に、テレビ朝日系「木曜ドラマ」枠で放送されたテレビドラマシリーズ。主演は深田恭子。
第2弾『富豪刑事デラックス』は、2006年4月21日から6月23日まで毎週金曜日21:00 - 21:54に、ABCとテレビ朝日の共同制作で放送。
本項での「S1」は富豪刑事（第1シリーズ）、「S2」は富豪刑事デラックス（第2シリーズ）を表す。

## 概要
主人公は原作小説と異なり、女性の神戸美和子（深田恭子）。全10話の第1期で原作を元にしたのは4話分で、残りの6話はドラマのオリジナルストーリー。原作を使用したエピソードもかなりの脚色が加えられた（舞台が「警察署刑事課捜査1係」から「分署名のある」警察署の「捜査課」になるなど）。
原作者の筒井康隆は、自らがレギュラー出演しているテレビ番組『ビーバップ!ハイヒール』でドラマ版について聞かれた際「（ドラマ化の際、主人公の性別が変わったのは）原作を書いてから長い年月を経て、作品が時代にそぐわなくなった」と語っている。ドラマ化にあたっては脚本の準備稿が筒井に送られており、後になって読み返すと自分の原作がおとなしいことに比べドラマ版は富豪ぶりが無茶苦茶になってると筒井は感心し、もっと突拍子もないようにとアイデアを自分から提供したこともあったという。
第1期のみ筒井自身も出演しており、神戸喜久右衛門をライバル視している政財界の重鎮・瀬崎龍平を演じている。第2期でも第3話で振り込め詐欺の被害にあった家の人物の名前が『時をかける少女』の登場人物「深町一夫」であったり、第7話では雑誌に筒井が（写真で）出ているなど、筒井に関するネタが盛り込まれている。
なお、朝日放送制作・テレビ朝日系の金曜21時枠に連続ドラマが放送されるのは、1987年9月に終了した『ハングマンGOGO』以来18年半ぶりとなる。

## キャスト

### 神戸家
神戸美和子（かんべ みわこ）
演 - 深田恭子（幼少期：高坂真琴〈S1第2話 - 第4話〉 / 田中明〈S2最終話〉）
主人公。神奈川県警焼畑署捜査課の新人刑事、階級は巡査。一代で巨万の富を築いた大富豪、神戸喜久右衛門の孫娘で、浮世離れした性質と、一般の常識から桁外れにかけ離れた金銭感覚が特徴。「たった○○億円ぽっちのために人を殺すなんて…」がお約束のセリフ。また、天然ボケな性格のため、警察学校時代から周囲より疎まれていたらしく、着任した焼畑署でも布引と西島以外の刑事から煙たがれているが、本人は全く自覚がない。
捜査会議において、議論が行き詰まってしまった際に、「あのー、ちょっとよろしいでしょうか？」と彼女が手を挙げるのがお約束である。神戸家の持つ人脈と莫大な資産を湯水のように使い、数億円もする商品を用意したり新会社を立ち上げたりするなどして、犯人を罠に嵌めて犯人のトリックを暴こうと提案する。鎌倉や鶴岡らはその提案に反対するが、会議に同席する署長や県警上層部が興味を示すことで、そのアイデアは採用され、祖父・喜久右衛門に協力を依頼することになる。
事件を解決すると「では、失礼致します」と立ち去り、送迎の運転手付き高級リムジンに乗って勝手に帰ってしまう。この時、鎌倉や狐塚に背後から「勝手に帰るなー！」と怒鳴られることが多い。第2期最終回では布引以外の鎌倉班構成員がこの台詞を絶叫した。
推理力は焼畑署員の中でもかなり長けているようで、鎌倉などが思いつきもしないようなトリックを暴いたりもする。しかし新人ゆえか詰めが甘く、捜査アイデアが裏目に出たり、事件の犯人に逆に追い詰められ、危機にさらされることもある。また、その世間知らずさから、ヤクザや不良、事件の容疑者といった人物たちに対しても、物おじせずに接する。時には相手を刺激するような発言や、とんちんかんな説教もしてしまう。
捜査のためだけに急遽設立・買収した会社は、たいがい世間知らずの美和子が社長として就任している（地方公務員の兼業禁止規定については触れられていない）。しかし、スタッフは皆、金に糸目を付けずにかき集めた極めて優秀な人材ばかりなため、いずれもかなりの業績を挙げてしまい、収益金が神戸家の大金庫に入り切らなくなるほどである。
伊東隆行（いとう たかゆき）
演 - 虎牙光揮
神戸家の使用人兼運転手。美和子は彼の運転する高級リムジン（美和子曰く「安物のリムジン」）で焼畑署まで通勤している。自動車の他にもヘリコプターや飛行機も操縦可能。基本的に無口でポーカーフェイス。事件が解決した頃、どこからともなく美和子を迎えにやって来る。美和子のボディガードも兼ねているようで、犯人に襲われかけた美和子を護ったことがある。第1期では黒の、第2期では白の服装に身を包んでいる。
執事
演 - 北原汎（S2）
神戸家の執事。
鈴木松江（すずき まつえ）
演 - 市毛良枝
喜久右衛門の秘書。一見常識人のように見えるが、実は神戸家一の浮世離れした価値観を持つ人物。喜久右衛門がその顔色を窺う唯一の人物。時々犯人逮捕に漕ぎ着けるための方法を考え美和子に協力することも。
神戸喜久右衛門（かんべ きくえもん）
演 - 夏八木勲（大学時代：岩本靖輝〈S1最終話〉）
美和子の祖父で、孫娘の美和子を溺愛している。普段からモノクルを掛けている。一代で巨万の財産を築いた大富豪だが、そのために若い頃はかなりの悪業を行っていたようである。老齢となった今はそのことを悔やんでおり、美和子が警察の仕事という善行のために自分の資産を使い果たしてくれることが唯一の贖罪だと思っている。そのため、事件解決のためだけに大金をはたいて作った会社やレストラン等でその意図に反して美和子が多額の利益を上げてしまうと、「このジジイ不孝者!!」と怒りを露わにすることも。
そのような事情から、美和子から捜査のことで協力を求められるたびに「お前ももうそんな大きな仕事を任されるようになったか」と勘違いし、泣いて喜ぶが、トリックを暴くために会社を一つ作るなど、財産の話に入ると過去の悪徳時代の自慢話（？）が止まらなくなり、美和子を慄かせることもある｡（大概は松江の窘めで終わる）
普段は和服だが、第2期最終回において一度だけ洋装だったことがある。

### 神奈川県警察焼畑警察署
鎌倉熊成
演 - 山下真司
焼畑署捜査課長。階級は警部。
旧来のタイプの熱血型刑事。口癖も「いいかお前達、刑事は足だ！ 汗をかき、靴を摩り減らして……」であり、部下に説教する。学生時代はラグビーをしていた（スクール☆ウォーズ）。ケチな性格で、特別番組で神戸美和子を知るために公費で高級レストラン回りをしたり（くいしん坊!万才）、高級キャビアを何日にも分けて舐める様に食べていたために腐らせて下痢を起こしている。
インターネットが苦手。頭が固く美和子の捜査アイデアに対しては非常に冷淡だが、神山署長らの意向に逆らえず嫌々ながら実行することになる。また､美和子の発言が筋が通っている場合は反対せずあっさり同意する。部下の失態の責任は彼に回って来るのがお約束という気の毒な中間管理職。いつも皆からは「課長」でなく「警部」と呼ばれている。
原作で鎌倉警部は第2話のみの登場で他の事件ではそれぞれ違う捜査指揮官が着任するが、ドラマ版では鎌倉警部が全ての回で指揮を執っている。
演じる山下はBS-iで放送された『ケータイ刑事 銭形零』に五代刑事役で出演していたが、2005年1月30日放送分の『銭形零』では『富豪刑事』の鎌倉警部役としても出演した。本放送中のドラマに他局でも本放送しているドラマのキャラが出演することは異例である。
布引幸四郎
演 - 寺島進
焼畑署捜査課刑事。階級は巡査部長。強面の上に柄も悪いので、よく容疑者かヤクザと間違われる。その点を逆手に取り､ヤクザのふりをして窮地に陥った美和子を救ったり、昔の悪い恋人役を演じた事がある。顔の怖さは本物のヤクザでさえ認めるほどであり、職務中にヤクザの組長から「君、良い顔してるね」とスカウトされた。ローンが大嫌いらしい。星座は乙女座。趣味は生け花。鎌倉同様､インターネットの事はよく分っていない。
外見とは裏腹に焼畑署の中でもまともに仕事をする刑事であり、美和子に対しても他の刑事のようにちょっかいを出すことはない。古美術品密売ルートに詳しく、鎌倉も信頼している。取調べ（「締上げ」と本人は称している）が得意だが、取調べを受けた者からは必ずと言っていい程苦情が来る。美和子が事件解決後すぐ帰っても気にせず、「お疲れ」と労う言葉を掛けたりしている。射撃の腕前は優秀で、倉庫の梁の上からレーザーポインター付狙撃銃で喜久右衛門を狙う殺人犯を、トカレフTT-33の1発で撃ち倒した。
猿渡哲也
演 - 鈴木一真
焼畑署捜査課刑事。階級は巡査部長。鎌倉同様、古いタイプの熱血型刑事。狐塚とは仲が悪いらしく、よく捜査報告で馬鹿呼ばわりされて取っ組み合いをし出す。美和子に対して嫌味などを直接言うことはあまりないが、庶民の心情を無視した彼女の発言には常に怒りを露わにして、鉛筆を折ったりしている。だが使命感は強く、美和子が犯人に襲われた際、発砲して彼女のピンチを救おうとした。
第1期と第2期とでは髪型が大幅に異なり、また第2期ではひげが目立つようになり、レギュラーの中で外見の変化が最も大きい。
鶴岡慶一
演 - 升毅
焼畑署捜査課刑事。鎌倉のコバンザメ的存在だが、鎌倉の立場が危うくなると途端に野心が顔を出す。初期は美和子に対して露骨に敵意を見せていたが、回が進むにつれその様な描写は無くなる。階級は警部補だが、自己紹介する時には「補」を小声で言う。バツイチ。通信講座で英語を5年勉強したものの、たどたどしい英会話しかできなかった。原作では紳士的なベテラン刑事として設定されていた。
狐塚虎彦
演 - 相島一之
焼畑署捜査課刑事。陰険な性格で毒舌家。階級は巡査部長。美和子を忌み嫌って嫌味を言うが、美和子本人は全く気がついていない。猿渡とはいつも馬鹿げた理由で喧嘩して、鎌倉や布引から怒られる。上司に取り入るのが上手く、鎌倉の立場が危うくなると真っ先に鶴岡に媚びる。頭部に秘密がある模様。
いつも事件が解決するとすぐに帰ってしまう美和子への怒号「こらー! 勝手に帰るなー!」がお約束の台詞。第1期最終回では、珍しく美和子に対して協力的な態度を見せた。原作では以上の4名のみがレギュラーで、あと名前のない署長が各ラストシーンにだけ顔を出す。主人公に対しては布引がやや友好的、狐塚と猿渡はやや反発気味、鶴岡はニュートラルで人格者という設定となっていた。
西島誠一
演 - 載寧龍二
焼畑署捜査課の若い刑事。焼畑署の中で美和子を目の敵にしない珍しい存在。
美和子の初仕事で彼女を危機から救った（その後も何度か美和子の窮地に駆けつけている）ため密かに想いを寄せられている。しかし、当人は他人の心情に疎い所があるようで、上記する美和子の事はもちろん、狐塚達が捜査に敢えて呼ばなかった彼女をわざわざ呼んでしまったり、県警の上層部を前に捜査本部の無策ぶりを笑顔で報告したりする。そのためよく同僚達に小突かれている。
樋口純子
演 - 野波麻帆
焼畑署交通課婦警。美和子を嫌っているが、美和子本人はそれに気付いていない。いつも玉の輿を狙って美和子の作戦に無理矢理参加するが、成功した例がない。菊池裕美と共に、知らない内に捜査を攪乱している一方、重要な人物や手掛かりの目撃者になることも多い。
菊池裕美
演 - 中山恵
焼畑署交通課婦警。比較的美和子には露骨な態度を示す方ではないが、彼女の生活には嫉妬している。純子同様、金持ちの男に目がない。仕事をさぼってカラオケボックスへ行ったり、その際に酔って暴れて店の備品を壊すことが有る。
神山郁三
演 - 西岡徳馬
焼畑署長。上層部からの権威に弱い、典型的な中間管理職タイプの人間。面倒な事や責任はいつも鎌倉に押し付け、手柄は独り占めする。美和子のアイデアに対しては、当初難色を示すが、県警上層部が興味を示すと途端に態度が豹変する（最初から賛同する事もある）。原作では署長は名前なしで、解決したとたん突然どこからともなく出現して(しまいには予め隠れ潜んでまで)一同を祝福するだけのお約束ギャグ要員である。

### 神奈川県警察本部
島崎
演 - 浜田晃（S2第1話・第4話 - 最終話）
神奈川県警の上層部。美和子の意見に賛成する。
早川
演 - 須永慶（S2第1話・第4話 - 最終話）
神奈川県警の上層部。美和子の意見に賛成する。
中山
演 - 平野稔（S2第1話・第5話 - 最終話）
神奈川県警の上層部。美和子の意見に賛成する。
雨宮
演 - 浅沼晋平（S2第1話・第4話）
神奈川県警の上層部。

### 瀬崎と秘書
瀬崎龍平
演 - 筒井康隆（S1）（大学時代：土本將人〈S1最終話〉）
政財界を裏で牛耳っているらしい謎の男。本人は表に出るのを余り好まないが、その一方、政財界で自分に逆らえる者は誰も居ないと豪語する。神戸喜久右衛門を激しく恨みライバル視しているが、その理由はなかなか明らかにされない（S1最終回にてようやく理由が明かされる）。
美和子の活躍を聞く度に喜久右衛門のことを思い出して腹いせの行動に出るが、必ず裏目に出て酷い目に遭う。その度に、自分のせいなのに喜久右衛門に八つ当たりする。最終回では喜久右衛門が自分の事を覚えていなかった事に腹を立て､「もう帰る!」と吐き捨て、ロールスロイスで倉庫から逃げる様にして帰った。
宮島洋子
演 - 能世あんな（S1）
瀬崎の秘書。神戸家の動向を瀬崎に報告している。

### ゲスト

#### 第1シリーズ（2005年）
第1話「富豪刑事の囮」
- 川田隆（五億円強奪事件の容疑者・テクノゲート 社長運転手） - 木川淳一
- 須田順（五億円強奪事件の容疑者・不法投棄反対派の建設会社社員） - 温水洋一
- 幡野鉄也（五億円強奪事件の容疑者・発明好きのカメラ店店員） - 甲本雅裕
- 神奈川県警警視長 - 阿部六郎
- 神奈川県警警視正 - 影山英俊
- 不法投棄反対派の主婦 - しのへけい子、和泉今日子
- 渡辺宜嗣（リポーター） - 本人（S1第2話・第3話にも出演）
- 記者 - 菊地一浩（S1第2話・第5話 - 第7話にも出演）

第2話「美術館の富豪刑事」
- 関口久志（七瀬記念美術館の職員） - 松澤一之
- 大槻厚夫（七瀬記念美術館の職員） - 伊藤正之
- 今村信一（七瀬記念美術館の職員） - 蒲生純一
- 三井孝信（七瀬記念美術館の館長） - 岡田眞澄

第3話「密室の富豪刑事」
- 江草鋳物

- 江草幸男（江草鋳物 従業員・辰男の弟） - 佐藤二朗
- 江草辰男（江草鋳物 社長・宮本の商売敵） - 橋本さとし
- 江草正男（江草鋳物 従業員・辰男の弟） - 濱本康輔

- ありす鋳物

- 菊田（常務・神戸喜久右衛門が若い頃会社乗っ取りに使っていた男） - 上田耕一
- 榎本（東京大学工学部 教授・神戸喜久右衛門の知り合い） - 佐々木勝彦
- 設楽（いずみ銀行 頭取・神戸喜久右衛門の知り合い） - 奥村公延

- 宮本法男（宮本鋳造 社長） - 中山克己
- 松平洋平（猿渡哲也が若い頃に世話になった元警官） - 螢雪次朗

第4話「富豪刑事のキッドナップ」
- 高森歌子（陽一の妻） - 星野光代
- 松村（おもちゃ工場「高森産業」経理） - 橋本亜紀
- 高森映一（陽一と歌子の息子・小学6年生） - 佐藤和也
- 大沢完二（おもちゃ工場「高森産業」元経理・半年前使い込みで解雇） - 嶋田豪
- カフェ「ブルータス」店員 - 照井尚子
- 大沢のアパート管理人 - 武川修造
- 高森陽一（おもちゃ工場「高森産業」社長） - 吹越満

第5話「ホテルの富豪刑事」
- 真田一太郎（エンジェルホテルの総支配人） - 小木茂光
- リチャード･ジョーダン（アメリカの大富豪） - ランディ・ゴインズ
- メアリー・ジョーダン（リチャードの妻） - イリーナ・スパシキ
- 不知火組

- 水野大吾郎（不知火組の組長） - 寺田農
- チンピラ1・2（不知火組の下っ端） - 井戸田潤・小沢一敬（スピードワゴン）

- 竜神会

- 福本幸吉（竜神会の会長・ワインをこよなく愛する・布引幸四郎の強面を見て気に入り組に勧誘した） - 細川俊之
- 新谷（竜神会の若頭） - ガッツ石松
- 竜神会の組員 - 保科光志、浜田大介
- 竜神会の組員（幹部） - 高橋和勧、天蝶二

- 大橋警部（神奈川県警4課の出世頭・布引幸四郎に匹敵する取調べの腕前で暴力団関係者から恐れられている） - 大和田伸也
- 勝田和宏（リポーター） - 本人（S1第6話・最終話にも出演）
- 記者 - 黒田志保（S1第6話・第7話にも出演）

第6話「富豪刑事の遺体捜索」
- 橋本孝夫（会社員・浩一を見かけてマスコミに通報した男） - マギー
- 日向栄子（智子の友人） - 川俣しのぶ
- 塚越智子（浩一の妻・3年前別荘に行くと言ったまま行方不明） - 高橋睦美
- 塚越浩一（安定企業に勤務するサラリーマン） - 篠井英介

第7話「富豪刑事の古美術品騒動」
- 輪島浩平（古美術商） - 大河内浩
- 佐々木（奉満警備保障の警備員） - 福士誠治
- 中丸徹（リポーター） - 本人
- 本間英次（焼畑市立民族学博物館の研究員） - 矢島健一
- 戸塚一彦（古美術商） - 嶋大輔
- 飯田（奉満警備保障の警備員・元刑事） - 不破万作

第8話「富豪刑事の要人警護」
- 栗田厚雄（第一回焼畑射的大会の参加者・犯人をおびき寄せるためにやってきた謎の男） - 大倉孝二
- 吉村志穂（大蔵の秘書） - 池津祥子
- 大熊英司（リポーター） - 本人
- 吉川翼（第一回焼畑射的大会の参加者） - 小川拓哉
- 平沢賢人（第一回焼畑射的大会の参加者） - 本人
- 大蔵健吾（焼畑市議会議員・産業廃棄物処理場建設の反対派・大学時代はライフル射撃の名手） - 古田新太
- 大蔵芳美（大蔵の妻） - 濱田マリ

第9話「学園の富豪刑事」
- 倉田剛志（クラブ「KING」バーテンダー） - 皆川猿時
- 平山正芳（焼畑農業高校ラグビー部のコーチ） - 岩本宗規
- クラブ「KING」ホステス - 根本はるみ
- 大塚和彦（リポーター） - 本人
- 鷲尾（南条高校ラグビー部員） - 佐々木仁
- 熊谷雄司（南条高校ラグビー部のコーチ） - 松村雄基
- 小栗幸輔（南条高校ラグビー部員） - 内田朝陽
- アユミ（クラブ「KING」ママ） - 岩崎良美
- 八木信平（焼畑のラグビー界の周りをうろつく男） - 鈴木ヒロミツ

最終話「絶体絶命の富豪刑事」
- 市川正道（大谷刑事部長の腹心の部下・階級は警視・神戸喜久右衛門の知り合い） - 安藤一夫
- 麗子（瀬崎龍平が大学時代に好きになった女性） - 種子
- 密告者（川村の経営する小さなバーにやってきた男） - 長井秀和
- ヤクザ - 武井秀哲
- 大谷重男（神奈川県警刑事部長・神戸喜久右衛門が昔から目を掛けていた男） - 及川光博
- 川村春雄（バー「愛のメモリー」マスター・神奈川県警の元刑事で大谷刑事部長の部下だった） - 松崎しげる

#### 第2シリーズ（2006年）
第1話「豪華客船の富豪刑事」、第2話「豪華客船の富豪刑事 解決編」
- 西村礼次郎 - 江守徹
  - 時価100億円のダイヤモンド「シルバーキャット」の所有者。華族の末裔で「伯爵」と呼ばれている。スペインに行った事が有る。

- 花里善太夫（生け花の名門「花里流」現家元） - 清水綋治
- 花里あやめ（善太夫の長女） - 雛形あきこ
- 花里菊乃（善太夫の三女） - 松永京子
- 花里椿（善太夫の次女） - 平岩紙
- 原田黒蔵（オークション参加者の一人） - 伊武雅刀
- 川村（西村に長年仕えている執事） - 酒井敏也
- 錦織拓馬（京都府警 刑事） - 工藤俊作
- 生け花の名門「花里流」弟子 - 中村靖日
- セレブ婦人（オークション参加者の一人） - デヴィ夫人（第1話のみ）
- 神奈川県警の上層部 - 石井英明（第1話のみ）
- 岸谷（西村の執事） - 石井愃一（第1話のみ）
- 警備員 - 五森大輔（第1話のみ）、白木隆史（第1話のみ）
- ニュースキャスター - Jerry（第1話のみ）
- シェフ - ダンディCO（第1話のみ）
- キャスターの声 - 山野井仁（第1話のみ）
- セレブ婦人 - 染谷夏子（第1話のみ）
- 宣伝カーの男（パチンコ店の宣伝カーの男） - 大木凡人（第2話のみ）
- 密売組織の男 - 柴崎蛾王（第2話のみ）、Daniel A.（第2話のみ）
- 密売組織首領 - Aliton（第2話のみ）

第3話「偽装結婚の富豪刑事」
- 小杉敦（振り込め詐欺の金の引渡し場所に現れたフリーター） - 金子貴俊
- 石原達三（振り込め詐欺団のリーダー） - 長井秀和
- 大垣（石原の子分で振り込め詐欺団の副リーダー） - 船木誠勝
- 鑑識 - でんでん
- 田中正一（振り込め詐欺団のメンバー） - イジリー岡田
- レポーター - みといせい子
- 医師の妻 - 兎本有紀
- 結婚式場担当者 - 塩山みさこ
- ポスターの男 - ヒロ（安田大サーカス）
- 振り込め詐欺団 - 米村亮太朗、古澤裕介、鷲尾英彰、美館智範

第4話「占星術の富豪刑事」
- タロット重田（よく当たると評判の占い師） - 秋本奈緒美
- 片山隆三（大手スーパーチェーン「スーパー横綱」社長） - 神山繁
- 小池武雄（大手スーパーチェーン「スーパー横綱」専務） - モロ師岡
- 西田文恵（主婦） - 筒井真理子
- 菊池祐二（美紀の恋人・眼鏡屋アルバイト） - 坂本真
- 北山美紀（人気アイドル） - 佐藤寛子
- 飯星景子（エッセイスト・タレント） - 本人
- パンツェッタ・ジローラモ（モデル・エッセイスト） - 本人
- ニュースキャスター - 飯村真一、前田有紀
- 「検証どちらが本物か！」司会 - 茂木淳一
- CNPニュースのキャスター - 阿部渡
- 西田健一郎（文恵の息子） - 熊谷知博

第5話「富豪刑事と魔性の貴婦人」
- 北条貴子（北条の妻・誕生日は5月18日） - 喜多嶋舞
- 南田利彦（南田コーポレーション 社長・政財界にも影響のある実業家） - 岡田浩暉
- 北条秀正（IT会社「サイバードット」社長） - 若杉宏二
- 高橋邦夫（IT会社「サイバードット」社員） - 松沢仁晶
- 小出紀子（貴子の友人） - 栗田よう子
- 磯山晶子（貴子の友人） - 濱田万葉
- 太田雅美（貴子の友人） - 井上碧
- 懇親会司会者 - 宮内恒雄
- リポーター - 宮内亜弥子、佐藤拓之、原真善美
- 子持ちの主婦 - 瀬尾智美

第6話「ウェディングプランナーの富豪刑事」
- 黒崎明彦（高級レストランチェーン「ヒストレスヴィラ」関東地区営業室長 → 「ヒストレスヴィラ」新オーナー） - 西村和彦
- 佐々木俊一（ミュージカルアクター） - 川崎麻世
- 北田（黒崎の顧問弁護士） - 入江雅人
- 臼井久夫 - おかやまはじめ
  - 高級レストランチェーン「ヒストレスヴィラ」関西地区担当社員。黒崎の起した問題の後始末をしている。神戸ウェディングプランニングでは副社長。

- 宮原智子（高級レストランチェーン「ヒストレスヴィラ」取締役・由美子の従姉妹） - 越智静香
- 今岡千賀子（いい男を探している女） - 久保田磨希
- 内山好子（佐々木の婚約者） - 佐藤康恵
- 本間（高級レストランチェーン「ヒストレスヴィラ」シェフ） - 野添義弘
- 工藤（高級レストランチェーン「ヒストレスヴィラ」シェフ） - 上原風馬
- 宮原由美子（高級レストランチェーン「ヒストレスヴィラ」オーナー） - 南風佳子
- リポーター - 桑原りさ

第7話「富豪刑事の三ツ星レストラン」
- 大河内洋輔（三ツ星レストラン「O-KOUCHI」オーナーシェフ） - 手塚とおる
- 佐々岡利一朗（一流の料理評論家） - 峰岸徹
- 久留米義隆 - 田中要次
  - 神戸家の元料理人で、フランスで修業中だったが事件のため呼び戻された。後に美和子が創立した「地球倶楽部」の会長に就任。

- 司会者（美和子と大河内が対決した料理番組「厨房の超人」の司会者） - 石井正則
- 塚原浩二（三ツ星レストラン「RESTAURANT CUISINE TUKAHARA」オーナーシェフ・若手No.1のカリスマシェフ） - 正名僕蔵
- 栗原（三ツ星レストラン「O-KOUCHI」従業員（ギャルソン）） - 松永博史
- 中村真由美（塚原が殺された時の目撃者） - 堀内敬子
- 小倉陽一（三ツ星レストランの覆面調査員） - 北山雅康
- 土屋（民自党代議士） - 唐沢民賢
- 田崎真也（料理番組「厨房の超人」の審査員・ソムリエ） - 本人
- 高瀬佳子（三ツ星レストランの覆面調査員） - 澤田有里
- レポーター - 萩野志保子
- 料理番組「厨房の超人」実況アナウンサー - ボンバー森尾
- 佐伯啓介（真由美の不倫相手） - 菊地真之
- 祖師谷大蔵（料理番組「厨房の超人」の審査員・美食家） - 長克巳
- 崖夕子（料理番組「厨房の超人」の審査員・料理記者） - 松山尚子
- 「ヨルトン姉妹」のインタビュアー - 藤崎桐子

第8話「富豪刑事の社交倶楽部」
- 大崎春堂 - 石丸謙二郎
  - 元公爵の系譜を引く華族出身者。高級会員制クラブ「無限倶樂部」の主要メンバー。10年前に娘を病気で喪っている。

- 小坂太平（大崎家の執事） - 高橋長英
- 稲尾幸三（IT企業社長・華族出身ではないが無限倶樂部のメンバー） - 山田明郷
- 長岡悟（無限倶樂部の主要メンバー） - 佐渡稔
- 垣内信一（ワンリーブネット証券 社長・華族出身ではないが無限倶樂部のメンバー） - 顔田顔彦
- 今出川京一（高級会員制クラブ「無限倶樂部」会長・元公爵の子息） - 山崎満
- 梨元勝（評論家） - 本人
- 赤江珠緒（アナウンサー・梨元の聞き手） - 本人（S2第9話にも出演）
- 吉野真治（アナウンサー） - 本人
- 今出川（今出川の妻） - 井口恭子
- 垣内（垣内の妻） - 長谷川紀子
- 無限倶樂部のメンバー - グラシアス小林、金尾哲夫
- 大崎（大崎の娘・10年前病死） - 矢口聖来

第9話「富豪刑事の時効捜査」
- 佐藤公夫（7年前の「大蔵邸10億円金塊盗難事件」容疑者・洋菓子店「ガトー・サトー」オーナーパティシエ） - 羽場裕一
- 野村紀男（7年前の「大蔵邸10億円金塊盗難事件」容疑者・売れないコメディアン・考えたネタはビデオに収める主義） - 日村勇紀（バナナマン）
- 千原靖史（「お笑いバトル爆笑王の玉」司会者） - 千原靖史（本人役）
- 記者 - 嶋本勝博

最終話「魔術師の富豪刑事」
- 有栖川奇一郎（マジックユニット「有栖川魔術団」を率いる有栖川兄弟の兄） - マギー
- 有栖川奇二郎（奇一郎の弟） - 田口浩正
- アマテラス三上（かつて神戸喜久右衛門の詐欺の片棒を担いでいた天才マジシャン・脱獄の経験が多数有る） - 団時朗
- 黒河内篤（有栖川魔術団のパトロン） - 梅津栄
- 池田（奇一郎のマネージャー） - 村杉蝉之介
- 「マーベラス美和子 マッジクショー」の客 - 三城晃子、森戸宏明
- 焼畑コロシアムにマーベラス美和子を見に来た客 - 西慶子
- 死体の第一発見者 - 良田麻美
- リポーター - 金井淳郎

## スタッフ
- 原作 - 筒井康隆（新潮文庫刊）
- 脚本 - 蒔田光治、福田卓郎
- 音楽 - 辻陽
- 演出 - 長江俊和、常廣丈太、阿部雄一（S1のみ）、池添博（S2のみ）
- 主題歌
  - 第1期 - 及川光博「愛のメモリー」[28]（松崎しげるのカバー曲）
  - 第2期 - オオゼキタク「トライアングル・ライフ」[29]
- 企画 - 五十嵐文郎（テレビ朝日）
- プロデューサー
  - 第1期 - 桑田潔（テレビ朝日）、蒔田光治・阿部謙三（東宝）
  - 第2期 - 深沢義啓（ABC）、桑田潔（テレビ朝日）、蒔田光治（東宝）、太田雅晴（5年D組）
- 企画協力 - ホリプロ
- 協力
  - 第1期 - ビデオフォーカス、フジアール
  - 第2期 - 渋谷ビデオスタジオ、ザ・チューブ、京映アーツ、東宝舞台、ブル、ダダ、興信電化、松竹衣裳CPルーム、マエヤマ、野沢園、ストロベリーキッズ、ネイキッド、ふなや（表示なし）
- 制作協力
  - 第1期 - フェローピクチャーズ
  - 第2期 - 5年D組
- 製作
  - 第1期 - テレビ朝日・東宝
  - 第2期 - ABC・テレビ朝日・東宝

## 放送日程

### 第1シリーズ
- 2005年1月13日 - 3月17日、全10話。
- 第1話は10分拡大（21:00 - 22:04）。
- 「木曜ドラマ」枠で放送。
- 太字表記の回は原作小説にも存在する。それ以外はドラマオリジナルである。但し、原作があるものに関してもあらすじ・内容は必ずしも一致しない。特記しない限り原題は放映リストと同一である。

| 各話                                                           | 放送日        | サブタイトル                                          | 脚本     | 演出     | 視聴率 |
| -------------------------------------------------------------- | ------------- | ----------------------------------------------------- | -------- | -------- | ------ |
| 第1話                                                          | 2005年1月13日 | 富豪刑事の囮                                          | 蒔田光治 | 長江俊和 | 16.2%  |
| 第2話                                                          | 1月20日       | 美術館の富豪刑事                                      | 蒔田光治 | 長江俊和 | 11.1%  |
| 第3話                                                          | 1月27日       | 密室の富豪刑事                                        | 蒔田光治 | 常廣丈太 | 12.6%  |
| 第4話                                                          | 2月03日       | 富豪刑事のキッドナップ （原題：富豪刑事のスティング） | 蒔田光治 | 常廣丈太 | 12.6%  |
| 第5話                                                          | 2月10日       | ホテルの富豪刑事                                      | 福田卓郎 | 長江俊和 | 13.2%  |
| 第6話                                                          | 2月17日       | 富豪刑事の遺体捜索                                    | 蒔田光治 | 長江俊和 | 11.6%  |
| 第7話                                                          | 2月24日       | 富豪刑事の古美術品騒動                                | 蒔田光治 | 常廣丈太 | 10.6%  |
| 第8話                                                          | 3月03日       | 富豪刑事の要人警護                                    | 福田卓郎 | 阿部雄一 | 12.3%  |
| 第9話                                                          | 3月10日       | 学園の富豪刑事                                        | 福田卓郎 | 常廣丈太 | 11.7%  |
| 最終話                                                         | 3月17日       | 絶体絶命の富豪刑事                                    | 蒔田光治 | 長江俊和 | 12.3%  |
| 平均視聴率 12.4%（視聴率はビデオリサーチ調べ、関東地区・世帯） |               |                                                       |          |          |        |

### 第2シリーズ
- 2006年4月21日 - 6月23日、全10話。
- 第1話は15分拡大（21:00 - 22:09）。
- 「金曜9時」枠（朝日放送・テレビ朝日共同制作枠）で放送。

| 各話                                                           | 放送日        | サブタイトル/ラテ欄                                                                                                 | 脚本     | 演出     | 視聴率 |
| -------------------------------------------------------------- | ------------- | --- | -------- | -------- | ------ |
| 第1話                                                          | 2006年4月21日 | 豪華客船の富豪刑事/ 豪華客船の完全犯罪 死を呼ぶダイヤと密室トリック                                                 | 蒔田光治 | 長江俊和 | 15.3%  |
| 第2話                                                          | 4月28日       | 豪華客船の富豪刑事 解決編/ 豪華客船の完全犯罪〜解決篇 密室殺人と巧妙トリック                                        | 蒔田光治 | 長江俊和 | 11.4%  |
| 第3話                                                          | 5月05日       | 偽装結婚の富豪刑事/ 偽装結婚の富豪刑事 ワナに落ちた大富豪サギ軍団VS偽装結婚                                         | 蒔田光治 | 常廣丈太 | 12.8%  |
| 第4話                                                          | 5月12日       | 占星術の富豪刑事/ 占星術の富豪刑事 美人占い師の完全犯罪! 的中率100%の（秘）トリック                                 | 蒔田光治 | 池添博   | 10.3%  |
| 第5話                                                          | 5月19日       | 富豪刑事と魔性の貴婦人/ 富豪刑事と魔性の貴婦人 魔性の貴婦人の巧妙トリック〜超セレブの恋愛犯罪                       | 蒔田光治 | 長江俊和 | 12.6%  |
| 第6話                                                          | 5月26日       | ウェディングプランナーの富豪刑事/ ウエディングプランナーの富豪刑事 イケメン社長の華麗なる犯罪! 謎の遺言と衝撃の密室 | 蒔田光治 | 常廣丈太 | 11.6%  |
| 第7話                                                          | 6月02日       | 富豪刑事の三ツ星レストラン/ 富豪刑事の三ツ星レストラン 三ツ星シェフvs富豪レシピを巡る完全犯罪（秘）トリック         | 福田卓郎 | 長江俊和 | 11.5%  |
| 第8話                                                          | 6月09日       | 富豪刑事の社交倶楽部/ 富豪刑事の社交倶楽部 （秘）貴族クラブの密室犯罪! 絵画に残された暗号を暴け                     | 蒔田光治 | 常廣丈太 | 12.7%  |
| 第9話                                                          | 6月16日       | 富豪刑事の時効捜査/ 富豪刑事の時効捜査 時効寸前…盗まれた10億円の金塊! アメとムチ（秘）作戦                          | 福田卓郎 | 常廣丈太 | 09.9%  |
| 最終話                                                         | 6月23日       | 魔術師の富豪刑事/ 美和子危機一髪! 一億円の秘密と脱出マジックの謎                                                    | 蒔田光治 | 長江俊和 | 11.4%  |
| 平均視聴率 12.0%（視聴率はビデオリサーチ調べ、関東地区・世帯） |               | |          |          |        |